# Fundación Estadio Fundazioa
La Fundación Estadio Vital Fundazioa es una entidad creada para promocionar la cultura del deporte y la práctica regular de la actividad física. Constituida como una entidad privada de carácter cultural dentro de las Fundaciones Vital, tiene por objeto promover y posibilitar la realización de actividades deportivas, socioculturales y recreativas. La Fundación se encuentra ubicada en Vitoria, en su Paseo de Cervantes, la capital de la provincia de Álava y del País Vasco, España.
Popularmente se le conoce como el "Estadio” y está situado junto al campo de fútbol de Mendizorroza, donde juega el Deportivo Alavés. En la actualidad, la Fundación cuenta con cerca de veinte mil personas abonadas y registra cerca de un millón de accesos al año a sus instalaciones. Durante 2020 celebra su 60.º aniversario..

## Historia
El 26 de febrero de 1957 la Caja Provincial de Álava aprobó el proyecto de construcción de una nueva piscina, que sustituyera a la del Club de Natación Judizmendi, conocida popularmente como el "Polvorín". El club buscaba otro emplazamiento para sus actividades después de que el propietario de los terrenos decidiera darle otro uso distinto al deportivo. 
Ese fue el punto de partida para la construcción del complejo deportivo. Se construyó en un lugar lejano del centro de la ciudad, a algo más de dos kilómetros, aunque con el paso de los años, el crecimiento urbanístico de Vitoria ha incorporado la zona a la propia ciudad. Los arquitectos fueron Jesús Guinea y Emilio Apraiz. Antiguamente tenía dos entradas, la actual del Paseo de Cervantes, y una situada en las rampas hacia la basílica de Armentia, conocida como la puerta del Mineral. 
Por las costumbres de la época, el complejo se construyó con instalaciones divididas por sexos, con la entrada al recinto, la bolera y la pista de patinaje como únicas zonas comunes. Así, había una piscina olímpica para hombres con unas dimensiones de 50 × 18 metros y un foso para los saltos de trampolín; y una pileta para mujeres de 25 metros. 

Las instalaciones, conocidas en aquella época como "Stadium", se inauguraron con los 49.os Campeonatos de España de Natación, celebrados en 1959, aunque el acto oficial se produjo el 24 de abril de 1960.

En 1961 se inauguró un frontón con rebote, de 50 metros de longitud y se remodelaron las pistas de tenis y la pista de patinaje para que se pudiera practicar hockey. En 1972 se iniciaron diversas reformas y mejoras, entre ellas la creación de una piscina cubierta, una necesidad debido a la climatología de Vitoria, que se estrenó en 1977.
En 1981 se convirtió el frontón en polideportivo mientras que en 1983 se estrenaron varias pistas de squash y un frontón pequeño. En 1985 se inauguró la pista de tenis cubierta. En 1988 se añadió a las instalaciones un campo de fútbol de hierba artificial, que fue sustituido en 1994 por uno de caucho.
En 1993 se abrió un nuevo trinquete y se mejoraron las pistas de tenis y de squash. Además, se estrenó el Aula Estadio Aretoa, con capacidad para 77 personas, y por donde han pasado deportistas como Iñaki Perurena, José Luis Ugarte  o Marino Lejarreta.
En 2010 ingresó en la Real Orden del Mérito Deportivo, con la categoría Placa de Bronce.

## Instalaciones
Se trata de un complejo deportivo y social de 40.000 m². Cuenta con piscinas (cubiertas y descubiertas), gimnasios y salas de fitness, spinning, pilates, pesas y polivalentes, saunas y hamams, masaje, polideportivo cubierto, boulder, tenis de mesa, trinquete y frontones (cubierto y descubierto), campo de fútbol 7, pistas de tenis (cubiertas y descubiertas), de squash y de pádel cubiertas, de baloncesto, vóley-playa, juegos infantiles, skate plaza, ludoteca, aula de estudio, club juvenil, Working Estadio, instalaciones y servicios hosteleros y
zonas verdes.
La Fundación completa su oferta con una amplia gama de escuelas deportivas y cursos de actividades deportivas con altos niveles de satisfacción y fidelidad.

## Deportistas populares que se han formado en el Estadio
Entre los deportistas que han pasado y se han formado en las instalaciones del Estadio se encuentran Ortzi Acosta, Ruth Brito, Almudena Cid, Martín Fiz, Iñaki Garayalde, los hermanos ciclistas Igor y Álvaro González de Galdeano, Ander Guevara, Aitor Karanka, Tania Lamarca, Iker Larrañaga, Pablo Laso, los hermanos triatletas Eneko y Héctor Llanos, Cristina Molinuevo, Asier Monreal, Aitor Ocio, Paula Orive, Alberto Ortega, Josean Querejeta, Iker Romero, Gaizka Toquero, Cecilio Ugarte, Iñaki Urdangarin o Aitor Zárate.

## Clubes cuya sede se encuentra en el Estadio
Varios clubes deportivos tienen su sede en las instalaciones de la Fundación Estadio: el Club de Natación Judizmendi; el Zidorra Pilota Taldea, de pelota, el Club Arabatxo, de gimnasia; el Club Indarra Caja Vital Kutxa de halterofilia y el TEG Vitoria de tenis.